# Radio Tiempo
Radio Tiempo es una estación radial de Colombia. Forma parte de la Organización Radial Olímpica (O.R.O.). Transmite música de género pop latino, está presente en 6 ciudades del país.

## Historia y Programas
En 1969 Franco Bossa, propietarios de la Cadena Radial del Caribe, puso en venta las acciones de la emisora Radio Regalo. Posteriormente, entre 1972 y 1973 aparecieron en su orden Radio Príncipe AM, dirigida por Marco Aurelio Álvarez, la cual se caracterizó por la incorporación de música estilizada, emisoras Atlántico de noticias dirigida por Jacob Guerra.
En 1973 se instaló Radio Tiempo en la ciudad de Cartagena. Luego, con la aparición en Colombia de la frecuencia modulada (FM), todas las emisoras de dicha sociedad, excepto Emisora Atlántico fueron trasladadas a FM. Radio Príncipe FM rediseñó su estilo a música tipo balada y cambió su nombre por el de Radio Tiempo FM. Es así como se abrieron en Cartagena las emisoras Olímpica Stereo y Radio Tiempo. Con el propósito de alcanzar una mayor cobertura en la costa, se crearon nuevas emisoras en más ciudades de Colombia: Cúcuta, Medellín, Montería, Neiva, Sincelejo y Valledupar. Gracias al éxito anterior se iniciaron emisoras en otras partes de Colombia, como en Cali y Manizales con Radio Tiempo, Olímpica Stereo y O.R.O Stereo. Con la llegada de la emisora hermana Mix en el año 2015 a la ciudad de Barranquilla, con el aumento de la audiencia con la música urbana en todo el pais, muchas ciudades donde el formato Radio Tiempo era mas pop que música urbana, tuvieron que incrementar en su programación mas música urbana que pop, hasta el punto de que la música urbana tuvo mas posesión que el pop en dichas ciudades, por lo que el 16 de Marzo de 2016 Radio Tiempo cede su frecuencia 94.8 FM en la ciudad de Neiva para darle paso a su emisora hermana Mix desapareciendo Radio Tiempo de esta ciudad. El 1 de diciembre de 2017 Radio Tiempo en Valledupar también cede su frecuencia 106.7 para darle paso a su emisora hermana Mix desapareciendo Radio Tiempo de esta ciudad. En agosto de 2018 fue solicitada la frecuencia arrendada por varios años 92.7 FM, donde se transmitía Radio Tiempo en Cúcuta, desapareciendo el sistema Radio Tiempo en dicha ciudad, y el 29 de Octubre de 2022 Radio Tiempo en Manizales cede su frecuencia a su emisora hermana Mix. Hoy con la tecnología de Internet y la App en Android e iOS, se puede sintonizar la emisora en cualquier parte del mundo.
Programas Nacionales, pero cada sede tiene su programación local:
Lunes a Viernes:
Despierta a Tiempo, Tu Historia, Música a Tiempo, Entre Tiempo, Tiempo de Luna. (El horario varía entre ciudades).
Navegantes de La Noche: 8pm (Barranquilla 96.1 FM, Cali 89.5 FM, Cartagena 88.5 FM, Medellin 105.9 FM).
Modo Mix: Montería 104.5 FM: Lunes a Jueves sonidos urbanos desde las 7 p. m. Hasta las 12 a. m, Viernes y Sabado desde las 4 p. m.
Sincelejo 97.3 FM: Lunes a Jueves sonidos urbanos desde las 8 p. m. Hasta las 12 a. m.
Música Contínua: Programación Abierta que te acompaña en tus madrugadas.
Fin de Semana:
Las 21 Únicas: Las 21 Canciones Más importantes de la semana, acompañadas de la actualidad de tus artistas favoritos, noticias y reporte semanal del top 3 del sistema nacional Radio Tiempo,
flash back y estrenos.
Super Mix "Mixeo": Es una franja musical con géneros urbanos en Radio Tiempo en la ciudad de Montería 104.5 FM, y Radio Tiempo en la ciudad de Sincelejo 97.3 FM. Viernes: 5 p. m. Sábado: 5 p. m. Mezclando generos urbanos y crossover hasta las 8 p. m. Pero continúan con programación urbana hasta las casi 3 a. m. donde ambas ciudades vuelven a su programación Pop.
En Montería 104.5 Fm Los Domingos y Festivos de 2 p. m. a 5 p. m.
Noche de Copas: La Música del fin de semana (Baladas Clásicas para karaoke y brindar, Música Anglo, Electro Pop, Pop Urbano, Reggaeton, Tropipop, Rock, Salsa Romántica y Toda la música pop actual) desde las 6pm Viernes y Sábado Barranquilla 96.1 FM, Cali 89.5 FM y Medellín 105.9 FM, Cartagena 88.5 FM Solo los Sábados.

## Sede
La dirección general se encuentra en la Calle 72 N.º 48-37 en Barranquilla, Colombia.

## Frecuencias
- Barranquilla: (96.1 FM - HJRO)
- Cali: (89.5 FM - HJB52)
- Cartagena: (88.5 FM - HJJL)
- Medellín: (105.9 FM - HJG55)
- Montería: (104.5 FM - HJSC)
- Sincelejo: (97.3 FM - HJP61)
- Ibagué: (92.3 FM - HJPN) - (Tolima Stereo)

## Frecuencias Anteriores
- Cucuta 92.7 FM Hasta 2018.
- Manizales 95.1 FM desde el 1 de enero de 2015 Hasta el 29 de Octubre de 2022 Reemplazada por Mix.
- Neiva 94.8 FM desde el 2006 Hasta el 16 de Marzo de 2016 Reemplazada por Mix.
- Valledupar 106.7 FM desde el 2012 Hasta el 1 de Diciembre de 2017 Reemplazada por Mix.